# Герасименко, Иван Саввич

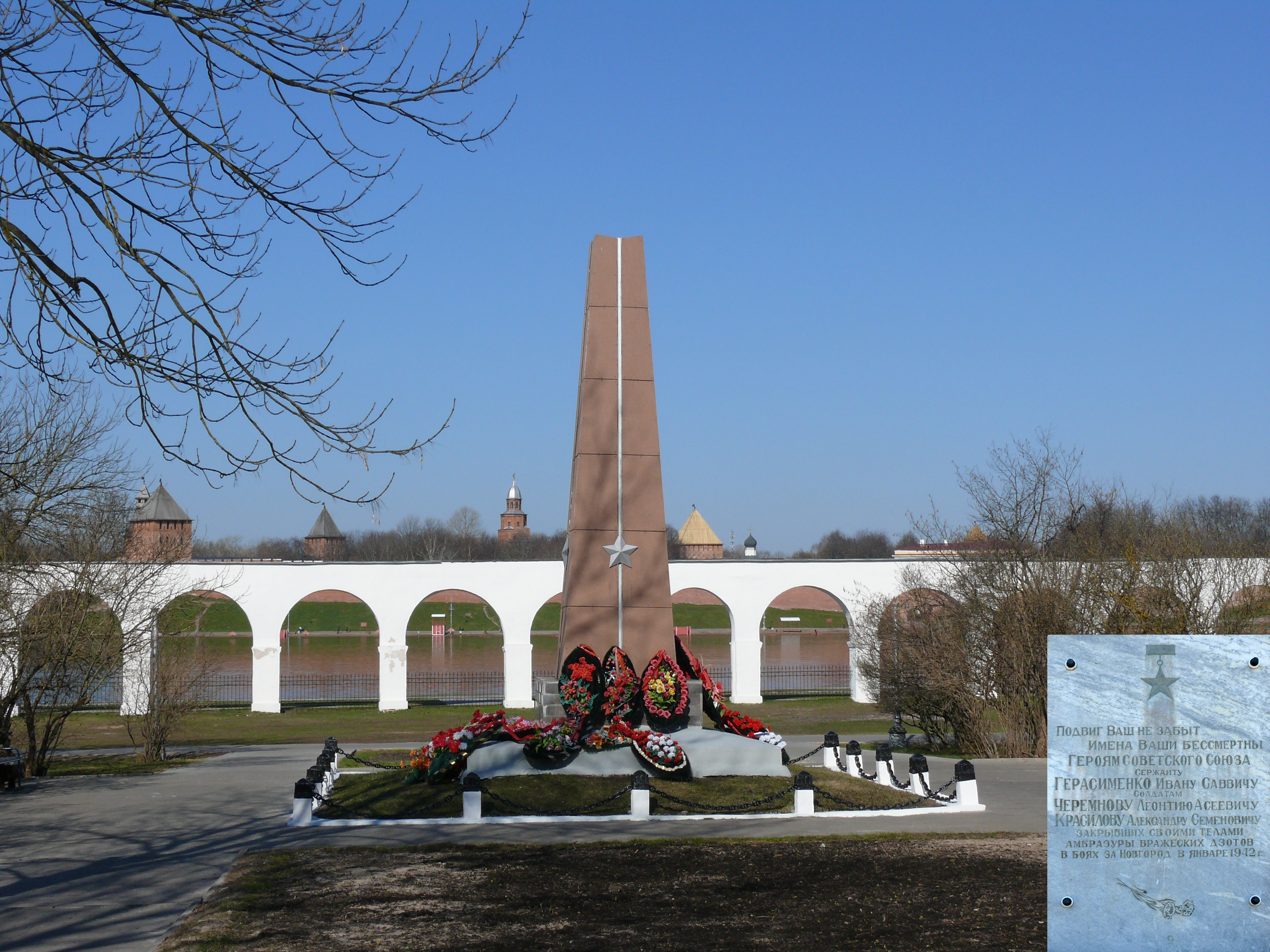
Памятник трём героям на Ярославовом Дворище в Великом Новгороде

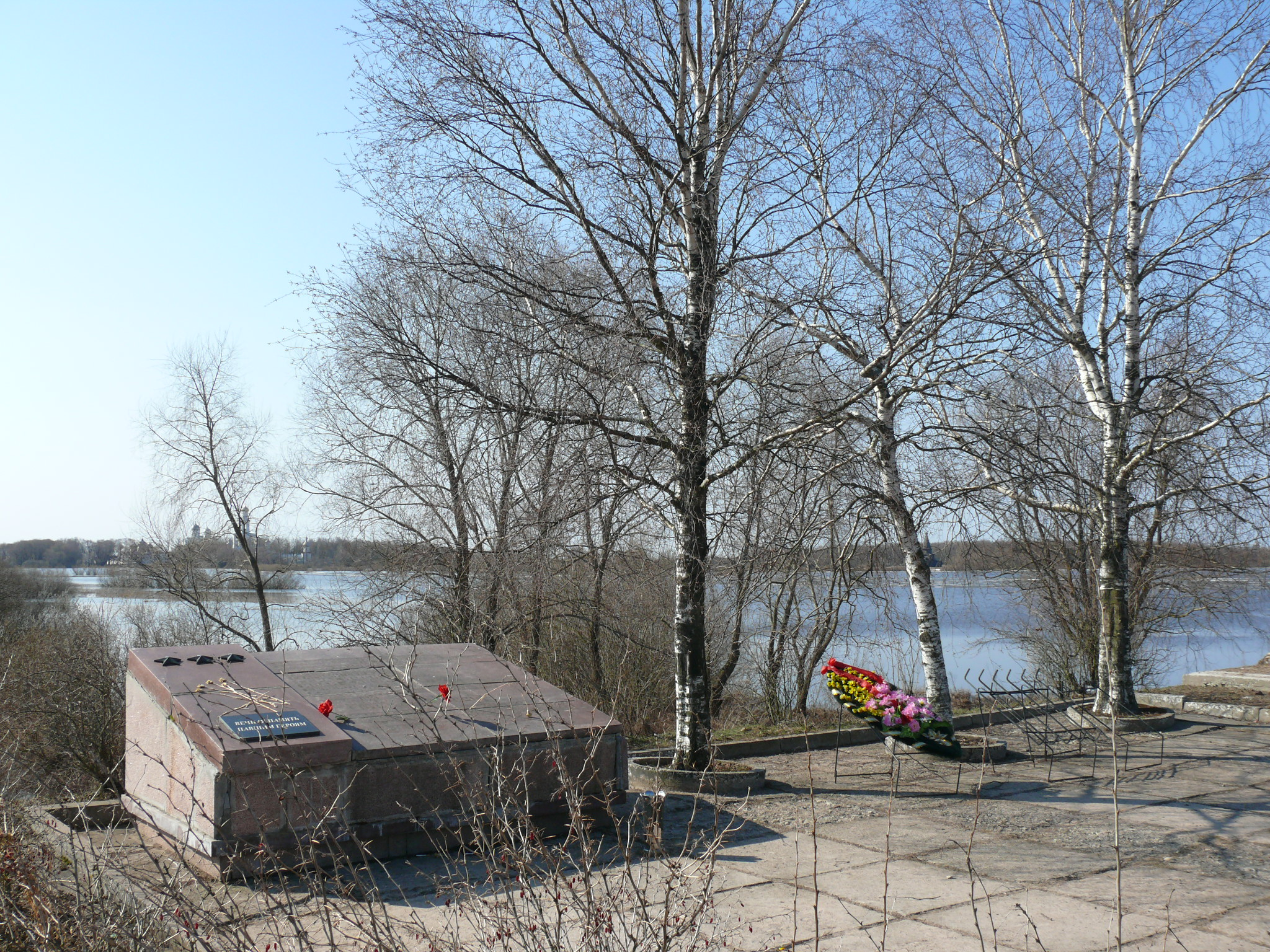
Мемориал на месте гибели И. С. Герасименко, А. С. Красилова и Л. А. Черемнова

Ива́н Са́ввич Герасиме́нко (1913 год, село Знаменовка, ныне Новомосковского района Днепропетровской области Украины — 29 января 1942 года, окрестности Новгорода) — сержант, участник Великой Отечественной войны. Герой Советского Союза.

## Биография
В 1921 году пошёл в школу, окончил шесть классов. До 1936 года проработал трактористом в местном колхозе. Его отец — Савва Антонович Герасименко — работал там же председателем колхозного правления. Кроме Ивана в семье было ещё шестеро детей — два его брата и четыре сестры. Был сельским комсоргом. До ухода в Красную Армию в 1936 году стал Ворошиловским стрелком, отличником ГТО, ГСО, ПВХО. Службу проходил в Красноярском крае. Получил звание сержанта.
После службы по комсомольской путёвке был направлен в Норильск, где и познакомился со своей будущей женой. Проработав в Норильске четыре года, отправился на строительство Кузнецкого металлургического комбината (КМК). Трудился каменщиком в цехе ремонта металлургических печей.
В 1941 году, вскоре после начала Великой Отечественной войны, был мобилизован и отправлен на фронт. В составе 229-го стрелкового полка 225-й дивизии (52-я армия Волховского фронта) командовал отделением стрелков.
Взводом, в котором служил сержант И. Герасименко, командовал лейтенант Поленский. Иван Герасименко был командиром отделения. Кроме него во взводе служили призывавшиеся с ним из Новокузнецка Леонтий Черемнов и Александр Красилов. За пять дней до подвига на заседании партбюро части подал заявление о вступлении в ряды ВКП(б): «Я обязуюсь выполнить все порученные мне задания и хочу пойти на любую операцию членом партии большевиков. Прошу не отказать в моей просьбе».
29 января командир принял решение организовать вылазку группы из 20-ти наиболее подготовленных бойцов на левый берег Волхова. Старшим был назначен сержант Иван Герасименко. Целью операции была разведка с выявлением и уничтожением немецких огневых точек. По замёрзшей реке в темноте группа отправилась к немецким позициям. Они располагались в районе мостовой насыпи и оставшихся от недостроенного в 1914 году моста так называемых «быков». В какое-то мгновение красноармейцы были обнаружены. Начался бой. В ходе ожесточённой перестрелки бойцам удалось уничтожить часть немецких солдат и некоторые огневые точки, однако затем они попали под огонь двух других замаскированных дзотов. Жизнь солдат отделения спас самоотверженный подвиг сначала рядового Черемнова, бросившегося на вражеский пулемёт, а за ним, у другого дзота, А. Красилова и И. Герасименко. Беспрецедентный подвиг сразу трёх воинов позволил остальным бойцам уйти из-под пулемётного огня и продолжить бой с более выгодных позиций.
Указом Президиума Верховного Совета СССР «О присвоении звания Героя Советского Союза офицерскому, сержантскому и рядовому составу Красной Армии» от 21 февраля 1944 года за «образцовое выполнение боевых заданий командования на фронте борьбы с немецкими захватчиками и проявленные при этом отвагу и геройство» удостоен посмертно звания Героя Советского Союза.

## Семья
В период оккупации фашистами Днепропетровской области отец Савва Антонович, старшие братья и сёстры ушли в партизанский отряд. Вскоре отец стал командиром отряда. В селе осталась мать с двумя дочерями. Через некоторое время был схвачен и повешен брат Василий — комсорг партизанского отряда. Вскоре были расстреляны жена и дочь Василия, одна из сестёр и ещё трое родственников семьи Герасименко. Отец также погиб от рук карателей. Сестра Екатерина вместе с матерью была угнана в немецкий концлагерь, а оттуда на каторгу. Ей удалось вернуться живой и сейчас она проживает в селе Знаменовка, в доме, где родился и вырос Иван Герасименко.

## Память
- Решением Новокузнецкого городского Совета народных депутатов от 28.04.2015 г. присвоено звание «Почетный гражданин города Новокузнецка»[5].
- 6 февраля 1942 года во «Фронтовой газете» (газета Волховского фронта) появилась публикация, рассказывающая о массовом подвиге советских солдат[6].
- В сельской школе Знаменовки, где учился И. С. Герасименко, оборудована комната боевой и трудовой славы, в которой висит фотография самого Героя и всей его семьи.
- На месте гибели в окрестностях Великого Новгорода установлен мемориал. На мраморной доске высечены имена, даты и посвящение трём воинам. При открытии мемориала рядом были посажены три берёзы.
- В 1970 году было принято решение о присвоении лучшим производственным коллективам промышленных предприятий Новгорода почётного наименования в честь Героев Советского Союза, участвовавших в защите города. По результатам социалистического соревнования бригада монтажниц завода имени XXVI партсъезда получила звание "имени Героя Советского Союза Ивана Герасимова"[7]
- В Великом Новгороде на Ярославовом Дворище установлен монумент Черемнову, Красилову и Герасименко.
- Улицы в Новокузнецке и Великом Новгороде названы именем И. Герасименко.
- В городе Донецк (Украина) также есть улица имени сержанта Герасименко.
- В селе Новотроицкое Новомосковского района Днепропетровской области есть улица Герасименко с мемориальной доской.
- Поэт Николай Тихонов написал «Балладу о трёх коммунистах», в которой воспел подвиг Герасименко, Красилова и Черемнова[8].
- Навечно занесён в список бойцов второй роты 299-го стрелкового полка. Сама 225-я дивизия получила название Новгородской.